# Grande fontaine-lavoir de Velotte
La grande fontaine-lavoir de Velotte est une fontaine située à Amblans-et-Velotte, en France.

## Localisation
La fontaine est située sur la commune d'Amblans-et-Velotte, dans le département français de la Haute-Saône.

## Historique
L'édifice est inscrit au titre des monuments historiques en 1986.